# FM 도쿄
FM도쿄는 일본의 FM라디오 방송국으로 1970년 4월 26일 개국했으며 도쿄도에서 방송을 실시하고 있다.
JFN에 가맹했으며 약칭은 TFM, 애칭은 TOKYO FM, 콜사인은 JOAU-FM이다.

## 개요
- 일본의 도카이 대학에서 세운 교육방송국 FM도카이가 모체이며 FM도카이는 여러 가지 이유로 1970년 4월 25일 폐국했다.
- 베이FM 개국 이전까지 공항 국제선 발착정보를 자주 방송했지만 지금은 자주 방송하지 않는다.
- 도쿄 메트로폴리탄 텔레비전(TOKYO MX)의 필두 주주이다.

## 연혁

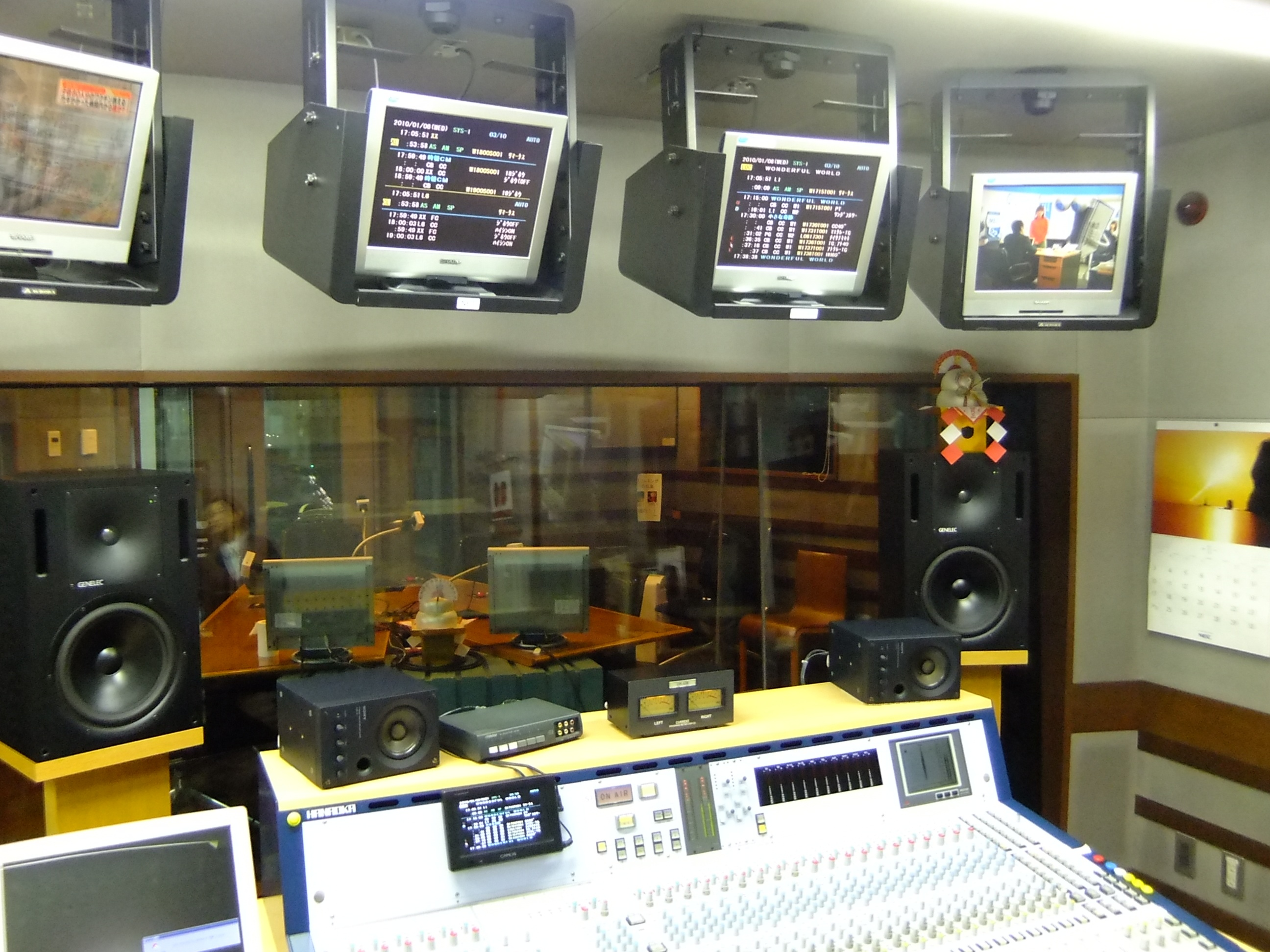
도쿄 FM 스튜디오

- 1960년 5월 1일 전신이기도 한 일본 최초의 FM방송국 FM도카이가 도카이 대학 요요기 교사에 개국
- 1970년 3월 17일 주식회사 FM 도쿄 설립
  - 4월 25일	FM도카이 폐국.
  - 4월 26일	「FM 도쿄」로서 재개국.
- 1972년　민방 FM4국(FM 도쿄, FM아이치, FM오사카, FM후쿠오카)에 의한 제1회 FM페스티벌 개최.
- 1979년 FM다중방송(SCA) 시험 개시.
- 1980년　민방 FM4국(FM도쿄, FM아이치, FM오사카, FM후쿠오카) 간 FM방송용 PCM 스테레오 회선 개통, 운용 개시.
- 1984년 5월 31일 - FM도쿄등이 중심이 된 주식회사 제팬 에프엠 네트워크를 설립.
- 1985년　첫 PCM 디지털 스테레오 위성 생중계 실시
- 1988년　초단파 음성다중방송 개시(1998년 3월 종료).
- 1990년 10월 1일 애칭을 「FM東京」에서 「TOKYO FM(TFM)」으로 변경.
- 1994년 10월 1일 초단파 문자 다중 방송 개시.
- 2004년 2월 8일 일본 FM 방송국 중 최초로 「SRS Circle Surround」를 이용한 5.1 ch환경 방송을 실시.
- 2006년 10월 1일 오우메 중계국 개국(83.6MHz 20W)
- 2010년 1월 12일 - 하치오지 중계국을 개국 (80.5MHz 10W)
- 2015년 12월 14일 - 히노하라 중계국 개국 (86.4MHz 300W)

## 주파수
- 도쿄 방송국:80.0MHz(출력:10kW)
- 니지마 중계국:76.7MHz(출력:100W)
- 하치조지마 중계국:84.3MHz(출력:10W)
- 오우메 중계국:83.6MHz(출력:20W)
- 하치오지 중계국:80.5MHz(출력:10W)
- 히노하라 중계국:86.4MHz(출력:300W)

## 도쿄도에 있는 다른 방송국

### 텔레비전 방송국
- NHK 방송 센터(라디오 겸영)
- 도쿄 방송(TBS)(JNN 중심방송국, 라디오는 현재 TBS 라디오 & 커뮤니케이션즈로 분사화)
- TV 아사히(EX)(ANN 중심방송국)
- 후지 TV(CX)(FNN·FNS 중심방송국)
- 닛폰 TV 방송망(NTV)(NNN·NNS 중심방송국)
- TV 도쿄(TX)(TXN 중심방송국)
- 방송대학학원(독립 텔레비전 방송국,민간 비영리 방송국)
- TOKYO MX(독립 텔레비전 방송국)

### 라디오 방송국
- 분카 방송(QR, NRN 계열)
- 닛폰 방송(LF, NRN 계열)
- TBS 라디오 & 커뮤니케이션즈(TBS, JRN 계열)
- J-WAVE(JAPAN FM LEAGUE 계열, 도쿄도만 방송구역)
- FM인터웨이브(MegaNet 계열, 도쿄도 주변 일부지역이 방송구역에 포함)